# Van Wijk (cràter)
Van Wijk és un petit cràter d'impacte que es troba a la part sud de la cara oculta de la Lluna, al nord-oest de l'enorme plana emmurallada de Schrödinger, i al sud-oest del cràter Fechner.

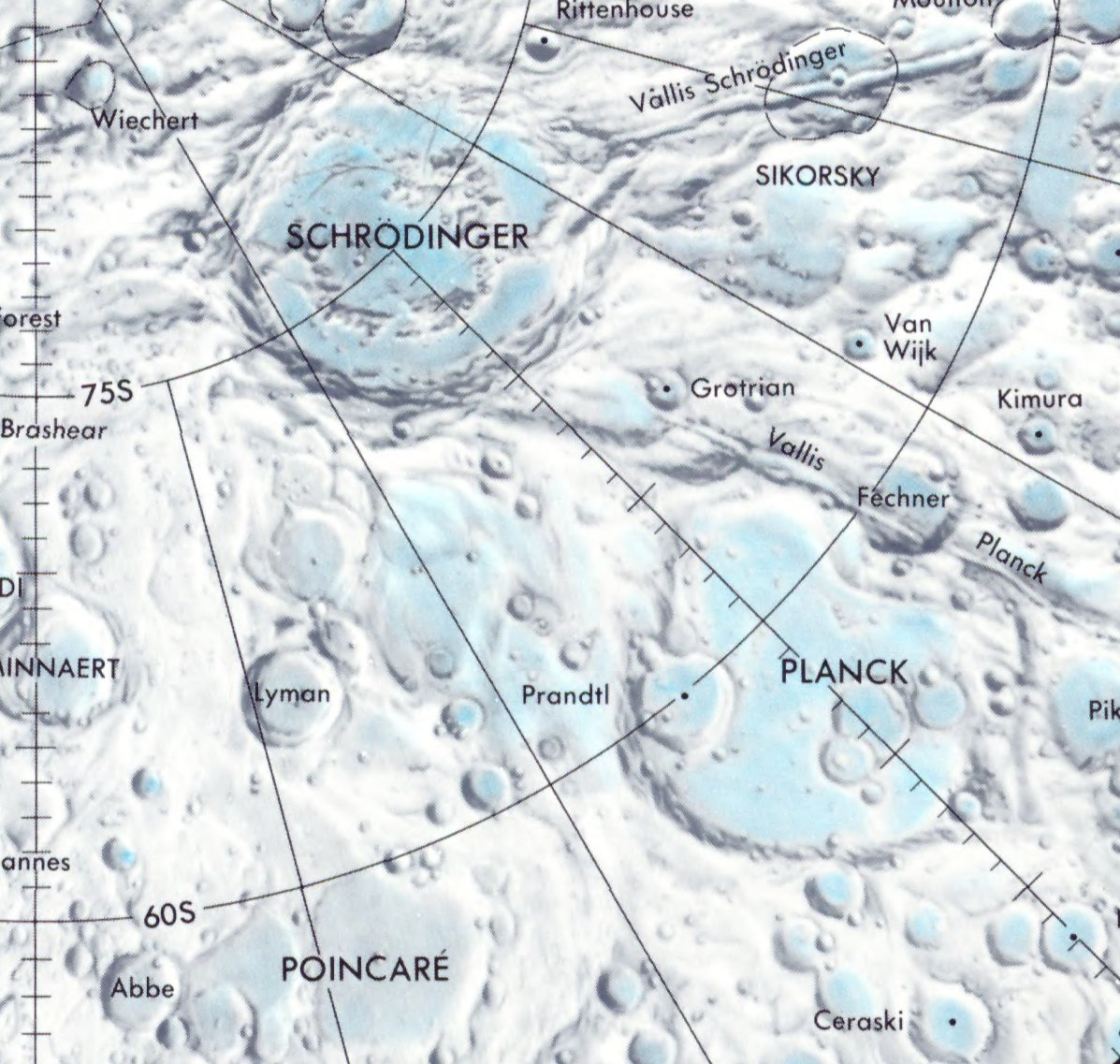
Localització de Van Wijk (centre del quadrant superior dret de la imatge)

La vora d'aquest cràter té una notable protuberància cap al sud, tot i que en línies generals és relativament circular. El perímetre roman relativament esmolat, amb un cert desgast en les cares nord i nord-oest. Les parets internes s'inclinen uniformement cap a la plataforma central, relativament plana i sense trets destacables.